# Dendroblatta serena
Dendroblatta serena är en kackerlacksart som beskrevs av Rocha e Silva och Fraga 1976. Dendroblatta serena ingår i släktet Dendroblatta och familjen småkackerlackor. Inga underarter finns listade i Catalogue of Life.